# 보디 리눅스
보디 리눅스(Bodhi Linux)는 우분투 기반의 경량 리눅스 배포판으로, Moksha 창 관리자는 이름의 인라이튼먼트 DR17 기반 포크를 사용한다. 배포판의 철학은 최소한의 기반 시스템을 제공하는 것이다. 그러므로 기본적으로 대부분의 리눅스 사용자에게 필수적인 소프트웨어만 포함되며, 여기에는 파일 관리자(PCManFM), 웹 브라우저(그놈 웹), 단말 에뮬레이터(터미놀로지) 등이 있다. 개발자들이 불필요하게 생각하는 소프트웨어나 기능은 포함하지 않는다.

## 같이 보기
- 인라이튼먼트 파운데이션 라이브러리